# Ястремская, Даяна Александровна
Дая́на Алекса́ндровна Ястре́мская (укр. Даяна Олександрівна Ястремська; род. 15 мая 2000, Одесса) — украинская теннисистка; победительница трёх турниров WTA в одиночном разряде. Финалистка одного юниорского турнира Большого шлема в одиночном разряде (Уимблдон-2016); финалистка одного юниорского турнира Большого шлема в парном разряде (Открытый чемпионат Австралии-2016); бывшая шестая ракетка мира в юниорском рейтинге.

## Общая информация
На Открытом чемпионате Австралии 2019 года мать Ястремской получила травму глаза после того, как бутылка шампанского, которую она держала, неожиданно взорвалась. Ей была срочно сделана операция по спасению глаза, которую частично координировал агент Элины Свитолиной Стефан Гуров, а финансовую поддержку обеспечил директор турнира Крейг Тили. В результате этого инцидента Ястремская посвятила свой титул на турнире в Хуахине в следующем месяце своей матери.
Во время паузы в спортивных турнирах, вызванной пандемией COVID-19 в 2020 году, Ястремская начала музыкальную карьеру. В мае она выпустила свой первый сингл Thousands of Me, а в августе — танцевальную песню «Favorite Track».

## Спортивная карьера

### Юниорские достижения
Заниматься теннисом начала в 5-летнем возрасте; на корт Даяну привел её дедушка — Иван Ястремский, бывший начальник Приморского райотдела милиции. Первыми тренерами были Эдуард Макаров, Виктория и Валерий Кутузовы, Жан-Рене Лиснар. В 7 лет выиграла свой первый детский титул. В 2012 году заняла второе место на престижном детском турнире Orange Bowl в США. Чемпионка Украины среди детей до 12 лет.

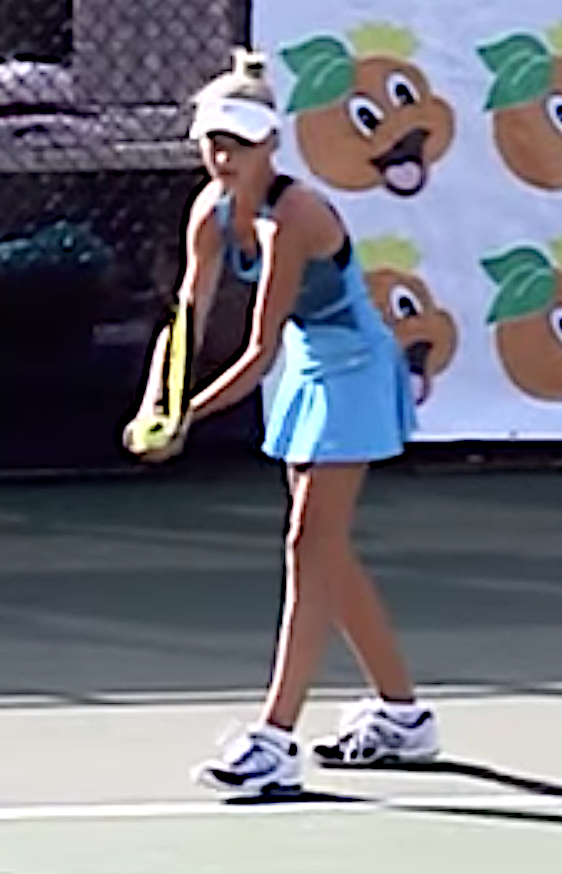
Ястремская на юниорском турнире в 2012 году

Летом 2015 года Даяна Ястремская в паре с соотечественницей Анастасией Зарицкой победила на юношеском турнире второй категории в Будайорши, Венгрия. На следующем турнире, в Будапеште, партнёрши по паре встретились между собой в финале — Даяна оказалась сильнее и завоевала свой первый юниорский одиночный титул.
В следующем году девушки в парном разряде дошли до финала юниорского чемпионата Австралии, где уступили российско-словацкому дуэту Галина Калинская / Тереза Мигаликова; в одиночном разряде Даяна остановилась на стадии четвертьфиналов. В марте 2016 года на турнире в бразильском Порту-Алегри Ястремская дошла до полуфинала, где уступила Аманде Анисимовой, но получила парный титул с венгеркой Панной Удварди. На Уимблдонском турнире Даяна пробилась в финал юниорских соревнований, где уступила россиянке Анастасии Потаповой.

### ITF-тур
Даяна Ястремская дебютировала на взрослом уровне 25 февраля 2015 на турнире ITF в египетском Шарм-эш-Шейхе с победы над испанкой Нури Парризас-Диас, в то время 370-й в мировом рейтинге. Несмотря на поражение в следующем раунде, это выступление принесло ей первое рейтинговое очко и 196 долларов призовых. На следующем турнире, в том же городе, пройдя квалификацию, Даяна сенсационно дошла до полуфинала, где уступила чешке Маркете Вондрушовий (7:6 (4), 3:6, 5:7). Первый титул взрослого тенниса достался Ястремской уже в следующем году — на турнире в бразильском Кампинасе. В финале перед Даяной, которая в то время занимала 1077-ю строчку мирового рейтинга, не устояла 157-я француженка Ализе Лим (6:4, 6:4). Приобретенный 51 рейтинговый пункт позволил юной украинке ворваться в топ-500 лучших теннисисток мира.
Дальнейшие успехи последовали в парном разряде. В начале 2017 года вместе с белоруской Верой Лапко Даяна победила в Москве, затем, в паре с россиянкой Олесей Первушиной — в итальянском Санта-Маргерита-де-Пула. В июле в паре с россиянкой Анастасией Потаповой — титул в Праге. В сентябре Даяна Ястремская уверенно одолела свою подругу Екатерину Завацкую в финале турнира в венгерском Дунакеси (6-0, 6-1). Через две недели в Санкт-Петербурге Даяна добралась до финала, где уступила швейцарке Бенчич (2-6, 3-6).
Ястремская трижды играла в финалах ITF-тура: в мае уступила представительнице Швеции Ребекке Петерсон (4-6, 5-7) во французском Кань-сюр-Мер, в июне — чешке Терезе Смитковий (6:7 (2) , 6:3, 6:7 (4)) на турнире в британском Илкли: наконец, в июле завоевала титул в Риме, победив Анастасию Потапову (6:1, 6:0), после чего сосредоточилась на выступлениях в WTA-туре.

### 2016—2019. Дебют и первый титул
18 апреля 2016 Даяна Ястремская дебютировала в самом престижном туре мирового тенниса на турнире в Стамбуле, уступив в первом раунде японке Нао Хибине (2:6, 6:4, 6:3). К концу года она попробовала свои силы ещё на двух турнирах — в Ташкенте и Лиможе, но в обоих вылетела в первых раундах.
Первую победу на турнире WTA Даяна получила на турнире в Стамбуле над немкой Андреей Петкович (3:6, 6:0, 6:3). На этом турнире Даяна стала первой теннисисткой 2000 года рождения, которой удалось выйти в четвертьфинал турнира WTA, но там она уступила словачке Яне Чепеловой (2-6, 7-6 (4), 6-4). Остальные турниров этой серии закончились для Ястремской поражениями в квалификации, и только на турнире в Ноттингеме удалось пробиться в основную сетку, где Даяна уступила словачке Магдалене Рыбариковой (1:6, 2:6).
В следующем сезоне Даяна Ястремская дебютировала на Открытом чемпионате Австралии, однако вылетела уже во втором раунде квалификации. В феврале Даяне удалось пробиться в основную сетку турнира в Акапулько, но травма не позволила ей закончить матч первого круга. На Уимблдоне Ястремская снова остановилась во втором круге квалификационного турнира. В августе 2018 года Даяна пробилась в основную сетку турнира серии Премьер в Нью-Хейвене, где во втором круге впервые встретилась с теннисисткой из топ-10 мирового рейтинга Юлией Гёргес и даже выиграла у неё один сет, однако уступила в итоге со счетом 4:6, 6:3, 4:6[. Этот успех позволил Ястремской войти в первую сотню женского мирового рейтинга и дебютировать в основной сетке турнира Большого шлема. Однако в первом круге Открытого чемпионата США она без боя уступила чешке Каролине Муховой, которая занимала в то время 202-ю строчку мирового рейтинга WTA.
В сентябре 2018 Даяна Ястремская вышла в основную сетку турнира высшей категории Премьер в Пекине, однако уступила в первом круге китаянке Чжэн Сайсай (4:6, 3:6). А уже в следующем соревновании в Гонконге она получила первый титул WTA, победив в финале 24-ю ракетку мира китаянку Ван Цян. Эта победа подняла Даяну на рекордное для неё 66-е место в рейтинге. В течение турнира Даяна не отдала своим соперницам ни одного сета и установила рекорд Украины, завоевав титул в WTA-туре в возрасте 18 лет и 4 месяцев. На волне успеха Ястремская добралась до полуфинала турнира в Люксембурге, где в напряженной борьбе уступила швейцарке Бенчич (2:6, 6:3, 6:7), и закончила сезон на 60-м месте одиночного рейтинга, возглавив рейтинг теннисисток до 20 лет.
В январе 2019 года на Открытом чемпионате Австралии дошла до третьего круга, где проиграла Серене Уильямс. После этого турнира поднялась в рейтинге WTA с 57-го на 47-е место. Следующим её турниром был чемпионат в Хуахине, и на нём она завоевала свой второй титул WTA. После этой победы поднялась в рейтинге ещё на 13 позиций, с 47-го места на 34-е.
На Уимблдоне Даяна впервые в карьере дошла до четвёртого раунда турнира Большого шлема, переиграв в том числе 27-ю сеянную Софию Кенин. В борьбе за выход в 1/4 финала Ястремская уступила китаянке Чжан Шуай (4-6, 6-1, 2-6).
На Открытом чемпионате США проиграла во третьем раунде соотечественнице Элине Свитолиной в двух сетах.

### 2020—2025

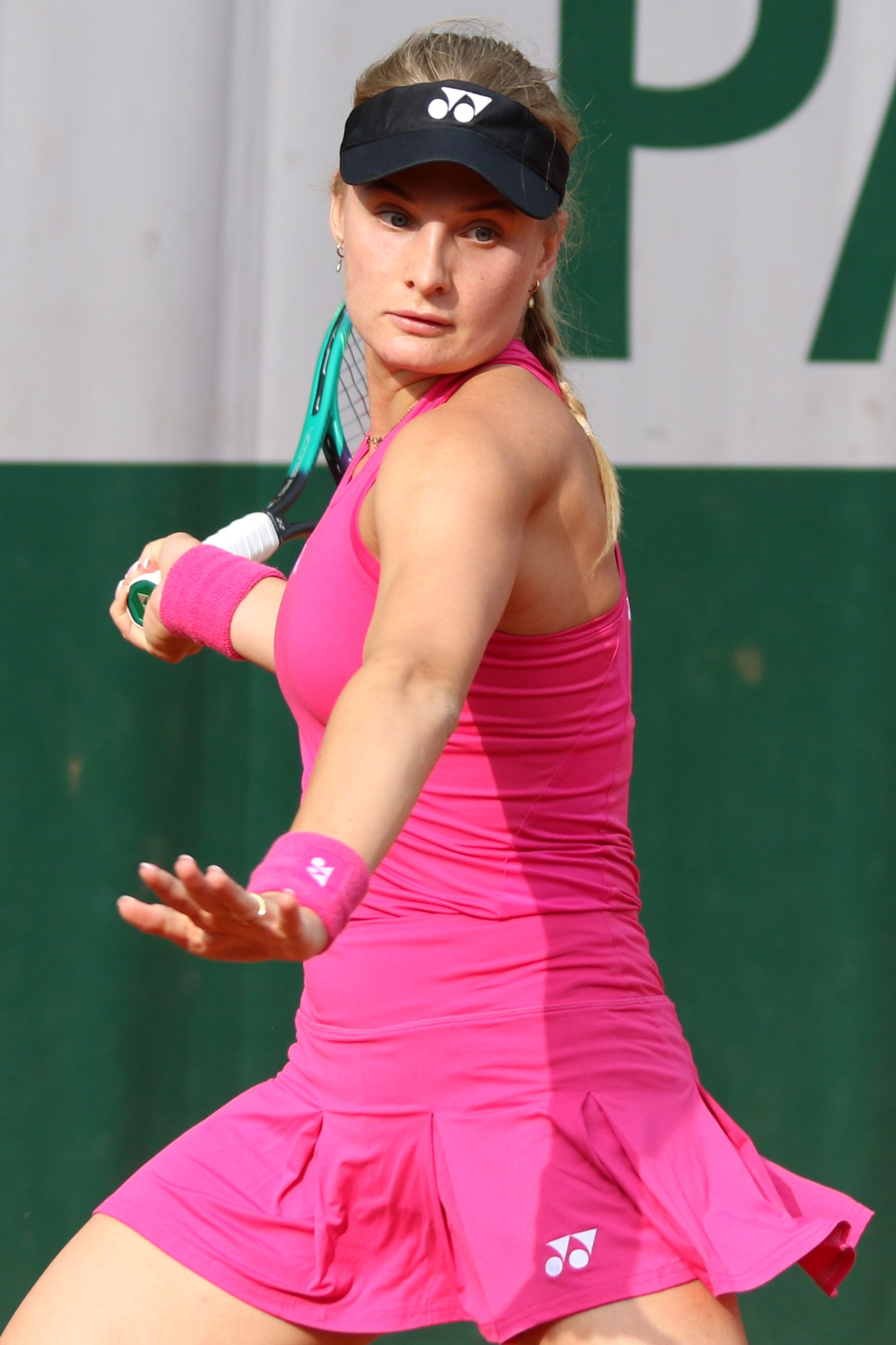
Ястремская на Открытом чемпионате Франции по теннису 2023

Ястремская хорошо начала сезон 2020 года. Она дошла до финала премьер-уровня на турнире в Аделаиде. Во время турнира она победила трех игроков из топ-20, в том числе 12 сеяную Арину Соболенко, прежде чем была остановлена Эшли Барти, вторая ракетка мира и первая сеяная турнира, которая выиграла титул в своей родной стране. На Открытом чемпионате Австралии по теннису она обыграла Кайю Юван в первом раунде, а затем проиграла Каролине Возняцки во втором — финальная победа датчанки на турнире перед её уходом на пенсию.
Украина провела свой турнир в группе I Кубка Федерации в Эстонии, где Ястремская победила во всех трех своих одиночных матчах. Затем она проиграла в первом раунде в Дубае Веронике Кудерметовой, а затем проиграла Гарбинье Мугурусе в третьем раунде в Дохе. Это был её последний матч перед тем, как международный теннис был приостановлен из-за коронавируса COVID-19.
24 ноября 2020 года после положительного допинг-теста, была отстранена от соревнований. В её организме нашли метаболиты запрещенного вещества — местеролона. Позже заявила, что запрещенные вещества были найдены у неё из-за секса с бывшим бойфрендом. Бывший бойфренд отрицает обвинения. В мае 2021 года дело Ястремской рассматривал Спортивный арбитражный суд (CAS). В конце концов в июне 2021 года её признали невиновной в умышленном употреблении допинга и позволили вернуться к соревнованиям.
В январе 2024 года на Открытом чемпионате Австралии Ястремская дошла до полуфинала одиночного разряда, где проиграла китаянке Чжэн Циньвэнь со счётом: 4-6, 4-6.
На турнире в Линце в феврале 2025 года Ястремская вышла в финал, одержав победу в полуфинале над Кларой Таусон. В первом финале за три года она уступила представительнице России Екатерине Александровой. На турнире в Ноттингеме в июне она также вышла в финал. Это первый финал для Даяны на траве и она стала первой теннисисткой из Украины, которая сумела дойти до финала турниров WTA на всех типах покрытия. В решающем матче она проиграла американке Маккартни Кесслер. На Уимблдонском турнире Ястремская провела четвертый матч против Гауфф и одержала свою первую победу. Украинка записала в свой актив четвертую в карьере победу над представительницей топ-5 и первую с февраля 2022 года.

### Выступления за национальную сборную
Ястремская дебютировала за команду Украины на Кубке Федерации в 2019 году. Сборная сыграла вничью с принимающей страной Польшей в плей-офф за третье место в группе I зоны Европа/Африка.

### Тренеры
Родители Ястремской были частью её тренерской команды, а её мать продолжала выступать в качестве её психолога. Когда Ястремская была юниором, у неё было множество разных тренеров. Она работала с бывшим топ-100 игроком Викторией Кутузовой и отцом Кутузовой Валерием. Позже она работала с другим бывшим игроком топ-100 Жан-Рене Лиснаром, а затем бывшим вторым номером в мире Магнусом Норманом. Как профессионал в 2017 году она тренировалась в Стамбуле у Гэвина Хоппера, бывшего тренера Моники Селеш. Позже Ястремская начала обучение в Академии Жюстин Энен, а Энен стала её консультантом в 2018 году. До сентября 2019 года она работала с одним из тренеров академии, Оливером Женехоммом. В ноябре 2019 года Даяна наняла Сашу Бажина своим новым тренером. После выступления на US Open 2020 Даяна Ястремская объявила, что она решила прекратить сотрудничество с Сашей Бажиным .
27 декабря 2023 года было объявлено что Эммануэль (Ману) Гойсснер - теннисный тренер, бывший игрок и капитан сборной Монако в Кубке Дэвиса (в период с 2007 по 2011 год) будет работать с Даяной Ястремской.
На счету 52-летнего специалиста работа в различных учреждениях, в том числе и опыт наставнической деятельности в академии Патрика Муратоглу и академии All In, где с ним имела возможность потренироваться и украинка Катарина Завацкая. Также под руководством Гойсснера тренировалась и младшая сестра Даяны, Иванна Ястремская.
Ману Гойсснер является главным тренером и соучредителем центра MyTeam, выступает в роли спикера и бизнес-коуча, квалифицируется не только на спортивных тренировках, но и на темах производительности, командного менеджмента, ментальной подготовке .
Тренер по йоге Виктория Верес  помогала Даяне Ястремской на турнире WTA 250 в Ноттингеме, Великобритания в июне 2025 .

## Итоговое место в рейтинге WTA по годам
| Год  | Одиночный рейтинг | Парный рейтинг |
| 2024 | 33                | 222            |
| 2023 | 106               | 728            |
| 2022 | 102               | 293            |
| 2021 | 97                | 196            |
| 2020 | 29                | 90             |
| 2019 | 22                | 84             |
| 2018 | 60                | 346            |
| 2017 | 189               | 229            |
| 2016 | 342               | 603            |
| 2015 | 1 103             |                |

## Выступления на турнирах

### Финалы турнировWTAв одиночном разряде (7)

#### Победы (3)
| Легенда:                    |
| --------------------------- |
| Турниры Большого шлема (0)  |
| Олимпиада (0)               |
| Итоговый турнир WTA (0)     |
| Premier Mandatory (0)       |
| Premier 5 / WTA 1000 (0)    |
| Premier / WTA 500 (0)       |
| International / WTA 250 (3) |

| Титулы по покрытиям | Титулы по месту проведения матчей турнира |
| ------------------- | ----------------------------------------- |
| Хард (2)            | Зал (0)                                   |
| Грунт (1)           | Зал (0)                                   |
| Трава (0)           | Открытый воздух (3)                       |
| Ковёр (0)           | Открытый воздух (3)                       |

| №  | Дата            | Турнир             | Покрытие | Соперница в финале | Счёт           |
| 1. | 14 октября 2018 | Гонконг            | Хард     | Ван Цян            | 6-2 6-1        |
| 2. | 3 февраля 2019  | Хуахин, Таиланд    | Хард     | Айла Томлянович    | 6-2 2-6 7-6(3) |
| 3. | 25 мая 2019     | Страсбург, Франция | Грунт    | Каролин Гарсия     | 6-4 5-7 7-6(3) |

#### Поражения (4)
| №  | Дата           | Турнир                    | Покрытие   | Соперница в финале     | Счёт        |
| 1. | 18 января 2020 | Аделаида, Австралия       | Хард       | Эшли Барти             | 2-6 5-7     |
| 2. | 6 марта 2022   | Лион, Франция             | Хард (зал) | Чжан Шуай              | 6-3 3-6 4-6 |
| 3. | 2 февраля 2025 | Линц, Австрия             | Хард (зал) | Екатерина Александрова | 2-6 6-3 5-7 |
| 4. | 22 июня 2025   | Ноттингем, Великобритания | Трава      | Маккартни Кесслер      | 4-6 5-7     |

### Финалы турнировWTA 125иITFв одиночном разряде (7)

#### Победы (4)
| Легенда:         |
| ---------------- |
| WTA 125 (1)      |
| 100.000 USD (0)  |
| 80.000 USD (0+1) |
| 60.000 USD (2)   |
| 25.000 USD (1+2) |
| 15.000 USD (0)   |

| Титулы по покрытиям | Титулы по месту проведения матчей турнира |
| ------------------- | ----------------------------------------- |
| Хард (1+1)          | Зал (0+1)                                 |
| Грунт (3+2)         | Зал (0+1)                                 |
| Трава (0)           | Открытый воздух (4+2)                     |
| Ковёр (0)           | Открытый воздух (4+2)                     |

| №  | Дата            | Турнир                      | Покрытие | Соперница в финале | Счёт        |
| 1. | 6 марта 2016    | Кампинас, Бразилия          | Грунт    | Ализе Лим          | 6-4 6-4     |
| 2. | 3 сентября 2017 | Дунакеси, Венгрия           | Грунт    | Катарина Завацкая  | 6-0 6-1     |
| 3. | 8 июля 2018     | Рим, Италия                 | Грунт    | Анастасия Потапова | 6-1 6-0     |
| 4. | 13 августа 2023 | Гродзиск-Мазовецкий, Польша | Хард     | Грет Миннен        | 2-6 6-1 6-3 |

#### Поражения (3)
| №  | Дата             | Турнир                  | Покрытие   | Соперница в финале | Счёт              |
| 1. | 23 сентября 2017 | Санкт-Петербург, Россия | Хард (зал) | Белинда Бенчич     | 2-6 3-6           |
| 2. | 13 мая 2018      | Кань-сюр-Мер, Франция   | Грунт      | Ребекка Петерсон   | 4-6 5-7           |
| 3. | 24 июня 2018     | Илкли, Великобритания   | Трава      | Тереза Смиткова    | 6-7(2) 6-3 6-7(4) |

### Финалы турнировWTAв парном разряде (1)

#### Поражение (1)
| №  | Дата           | Турнир       | Покрытие | Партнёрша       | Соперницы в финале              | Счёт              |
| 1. | 6 октября 2019 | Пекин, Китай | Хард     | Елена Остапенко | София Кенин Бетани Маттек-Сандс | 3-6 7-6(5) [7-10] |

### Финалы турнировITFв парном разряде (3)

#### Победы (3)
| №  | Дата            | Турнир         | Покрытие   | Партнёрша          | Соперницы в финале              | Счёт    |
| 1. | 25 февраля 2017 | Москва, Россия | Хард (зал) | Вера Лапко         | Бибиана Схофс Екатерина Яшина   | 7-5 6-3 |
| 2. | 25 марта 2017   | Пула, Италия   | Грунт      | Олеся Первушина    | Тара Мур Конни Перрен           | 6-4 6-4 |
| 3. | 29 июля 2017    | Прага, Чехия   | Грунт      | Анастасия Потапова | Михаэла Бузарнеску Алёна Фомина | 6-2 6-2 |

## История выступлений на турнирах
По состоянию на 14 июля 2025 года
Для того, чтобы предотвратить неразбериху и удваивание счета, информация в этой таблице корректируется только по окончании участия там данного игрока.
| Турнир                       | 2018          | 2019          | 2020          | 2021          | 2022          | 2023  | 2024  | 2025  | Итог   | В/П за карьеру |
| ---------------------------- | ------------- | ------------- | ------------- | ------------- | ------------- | ----- | ----- | ----- | ------ | -------------- |
| Турниры Большого шлема       |               |               |               |               |               |       |       |       |        |                |
| Открытый чемпионат Австралии | К             | 3Р            | 2Р            | -             | 1Р            | 1Р    | 1/2   | 3Р    | 0 / 6  | 10-6           |
| Открытый чемпионат Франции   | -             | 1Р            | 1Р            | -             | 1Р            | 1Р    | 3Р    | 3Р    | 0 / 6  | 4-6            |
| Уимблдонский турнир          | К             | 4Р            | НП            | -             | 1Р            | К     | 3Р    | 3Р    | 0 / 4  | 7-4            |
| Открытый чемпионат США       | 1Р            | 3Р            | 2Р            | 1Р            | 1Р            | К     | 1Р    |       | 0 / 6  | 3-6            |
| Итог                         | 0 / 1         | 0 / 4         | 0 / 3         | 0 / 1         | 0 / 4         | 0 / 2 | 0 / 4 | 0 / 3 | 0 / 22 |                |
| В/П в сезоне                 | 0-1           | 7-4           | 2-3           | 0-1           | 0-4           | 0-2   | 9-4   | 6-3   |        | 24-22          |
| Олимпийские игры             |               |               |               |               |               |       |       |       |        |                |
| Летняя олимпиада             | Не проводился | Не проводился | Не проводился | 1Р            | НП            | НП    | 2Р    | НП    | 0 / 2  | 1-2            |
| Итоговые турниры             |               |               |               |               |               |       |       |       |        |                |
| Трофей элиты                 | -             | Гр            | Не проводился | Не проводился | Не проводился | -     | НП    | НП    | 0 / 1  | 1-1            |